# Ananteris bonito
Espèce
Ananteris bonito est une espèce de scorpions de la famille des Ananteridae.

## Distribution
Cette espèce est endémique du Piauí au Brésil. Elle se rencontre vers Parnaíba.

## Description
Le mâle holotype mesure 20,1 mm.

## Systématique et taxinomie
Cette espèce a été décrite par Lourenço en 2012.

## Publication originale
- Lourenço, 2012 : « The genus Ananteris Thorell, 1891 (Scorpiones, Buthidae) in the Northeastern region of Brazil and description of a new species. » Boletín de la Sociedad Entomológica Aragonesa, no 50, p. 73-76 (texte intégral).